# المركز الإسلامي في اليابان
المركز الإسلامي في اليابان هيئة اعتبارية قانونية مستقلة بدأت نواته في عام 1965م حيث افتتح مقرا مؤجراً, أغلق بعد ستة أشهر ثم أعيد تشكيله باسم المركز الإسلامي الدولي في مارس عام 1966م ولم يكن له مقر, وظل يعمل بين مد وجزر إلى أن أعيد تشكيله عام 1974م على أساس أمتن، وأصبح اسمه «المركز الإسلامي في اليابان» وحصل على اعتراف من الحكومة اليابانية كمنظمة دينية قانونية - وهو أصعب أمر في اليابان - وتم تسجيله لدى الدوائر الحكومية ذات العلاقة في عام 1980م.
يقوم المركز الإسلامي بمهمة تقديم الإسلام للشعب الياباني عامة ويرعى المسلمين في اليابان بالفكر والتوجيه والكتاب والتعليم ويتعاون مع كافة المسلمين في اليابان أفراداً وجماعات يابانيين ومقيمين، يتم ذلك من دون أي تبعية لأي جهة كانت وقراراته خاصة به بعيداً عن التحزب والتعصب والسياسة. يعد المركز الإسلامي في اليابان جهاز دعوي يقدم الإسلام في اليابان عقيدة وفكراً وثقافة وسلوكا تبعاً لتعاليم القرآن الكريم والسنة النبوية، وبقوم نيابة عن الأمة الإسلامية بأداء فرض الكفاية في الدعوة إلى الله، وهو بذلك بحاجة لدعم المسلمين في كل مكان بالدعاء والنصح والتوجيه وبالمادة.

## عن المركز
رسالة المركز
إن رسالة المركز الإسلامي في اليابان ذات نواحي وأوجه متعددة فهي ليست خاصة بالتعريف بمبادئ الإسلام للشعب الياباني فحسب وهو جزء رئيسي منها بل بإيجاد مناخ من التعاون والتعارف بين اليابان والعالم الإسلامي.
أعمال المركز
رفع المركز الإسلامي في اليابان حين تأسيسه عام 1974م شعارا مكونا من ثلاث نقاط: الدعوة والنشر والتنسيق, واهتدى ألآلاف من اليابانيين إلى الإسلام بواسطة المركز، ونشر أكثر من أربعين كتاب وكتيب عن الإسلام باللغة اليابانية، بالإضافة إلى مجلة «السلام» ربع السنوية باللغة اليابانية، وكان وراء تشكيل أول مجلس للتنسيق بين الجمعيات الإسلامية عام 1976م. والآن ومنذ بداية القرن الواحد والعشرين ( 2001م ) وبعد أن ترسخ الوجود الإسلامي في اليابان وبرزت للوجود العشرات من الجمعيات الإسلامية والمراكز والمساجد فإن المركز الإسلامي رفع شعارا محددا من ثلاث نقاط يتفرع عنها نشاطات متعددة ويتلخص هذا الشعار في: الدعوة والمطبوعات والتعليم.
مقر المركز
مقر المركز الحالي عبارة عن بناء من ستة طوابق على مقربة من مسجد طوكيو المركزي أقيم على أرض تبرع بها خالد بن عبد العزيز آل سعود، وكان أول مقرله شقتان ذات غرفة واحدة مؤجرتان ثم انتقل إلى منزل متواضع هو ملك ثم تطور إلى هذا البناء. إن البناء الحالي يضم كافة نشاطات المركز، مصلى وقاعة للمحاضرات ومكتبة واستقبال ومكاتب للعاملين والباحثين.

## المركز والسلطات الرسمية
ترجع مختلف الدوائر الرسمية في اليابان إلى المركز الإسلامي في أمور تتعلق بالإسلام والمسلمين، فالوزارات المختلفة والسجون والقضاء وإدارات المدن المختلفة تتصل به, والمركز بتاريخه يحوز على ثقة وتقدير كافة الجهات الحكومية في اليابان خصوصا وأنه المؤسسة الدينية الرسمية الرئيسية في البلاد، وسفارات اليابان في العالم تستجيب للدعوات الموجهة لها من المركز للعلماء والدعاة الذين يدعوهم المركز لزيارة اليابان.

## المدرسة الإسلامية
إن أول خطوة لتثبيت الوجود الإسلامي في اليابان كان بإقامة المدارس لتربية أبناء المسلمين اليابانيين وأبناء المسلمين المقيمين المتزوجين من اليابانيات بعد إسلامهن وأعدادهم متزايدة (وهؤلاء الأبناء هم يابانيون لغة وجنسية) لهذا فإن المركز الإسلامي في اليابان سعى لمدة طويلة لتهيئة مدرسة نظامية يتعلم فيها أبناء المسلمين للحفاظ على هويتهم الإسلامية وإعدادهم دعاة للمستقبل.
ونظرا لغلاء الأراضي في اليابان حيث هي الأغلى ثمناً في العالم، فالمسلمون يضعون ثقلهم على المركز الإسلامي لإنشاء أول مدرسة تعليمية لأبناء المسلمين، ولقد اشترى المركز لذلك أرضاً بجوار مسجد طوكيو المركزي لإقامة مجمع تعليمي لأبناء المسلمين، ويطمح أن تضاف لها أرض مدرسة المسجد المركزي التي وعدهم بها الرئيس التركي السابق ديمريل، ويطمح المركز أن يصدر الرئيس الجديد أمره بالتأييد, وبذا يتم حل جزء من المشكلة. بلغت كلفة بناء المدرسة وتأثيثها مليونين ونصف المليون دولار. وقد تبرع الأمير سلطان بن عبد العزيز للمشروع بمبلغ مائة ألف دولار, كما قدم البنك الإسلامي للتنمية للمشروع سبعمائة ألف دولار.